# Rapla (Darchula)
Rapla (nep. रप्ला) – gaun wikas samiti w zachodniej części Nepalu w strefie Mahakali w dystrykcie Darchula. Według nepalskiego spisu powszechnego z 2001 roku liczył on 227 gospodarstw domowych i 1207 mieszkańców (594 kobiet i 613 mężczyzn).